# Pseudobunaea cremeri
Pseudobunaea cremeri är en fjärilsart som beskrevs av Charles Oberthür 1919. Pseudobunaea cremeri ingår i släktet Pseudobunaea och familjen påfågelsspinnare. Inga underarter finns listade i Catalogue of Life.